# Стад эль-Мензах
«Олимпик эль-Мензах» (араб. ستاد المنزه‎, фр. Stade olympique d'El Menzah) — стадион, расположенный в Тунисе (в городе Тунисе). Является домашней ареной футбольный команд «Эсперанс», «Клуб Африкэн» и «Стад Тунизьен», выступающих в чемпионате Туниса по футболу. Вместимость стадиона составляет 45 000 человек. На «Стад эль-Мензах» также проходят соревнования по лёгкой атлетике и развлекательные мероприятия. Стадион был построен в 1967 году, в 1977 году принимал матчи Чемпионата мира по футболу среди молодёжных команд ,а в 1994 реконструирован, чтобы принять игры Кубка африканских наций 1994.

## Концерты
- 7 октября 1996 года здесь в рамках концертного тура HIStory World Tour прошёл первый и единственный концерт Майкла Джексона в Тунисе.
- 28 апреля 2001 года на «Олимпик эль-Мензах» прошёл концерт Стинга в рамках концертного тура Brand New Day Tour.
- 22 и 24 июля 2006 года в рамках тура The Adventures of Mimi прошли концерты Мэрайи Кэри.